# 郭幼贤
郭幼賢（生年不详，卒于上元二年三月廿四日；即公元710年？—761年5月3日），字幼賢，華州鄭縣人。郭敬之之子，中唐名將郭子儀同母弟。

## 生平
郭幼賢與兄長郭子儀一樣，早年武舉及第。天寶年間，節度使安思順表薦其為右受降城副使。不久，代理右受降城使。安史之亂時，叛軍部將高秀岩以騎兵千名輔以雲中步兵，屢次向東受降城進攻。郭幼賢以少敵多，保全了河曲地區。后以功授衛尉卿、單于右都護、振武軍使、朔方節度副使左廂兵馬使，拜銀青光祿大夫。
上元年間，下詔令其趕赴關中，在路上生病，卒於靈州官舍，享年52岁。因時局艱難，暫厝於靈州城內寶勝寺。郭子儀知道消息后，十分悲痛，派親信屬吏將靈柩遷葬。永泰二年七月一日，贈太子少保。七月八日，改葬於京兆府萬年縣義善鄉鳳棲原。

## 家庭
妻
- 夫人王氏

子
- 郭昉
- 郭曉
- 郭旼
- 郭暘

女
- 郭氏，嫁蔚州刺史薛坦